# Bergparade

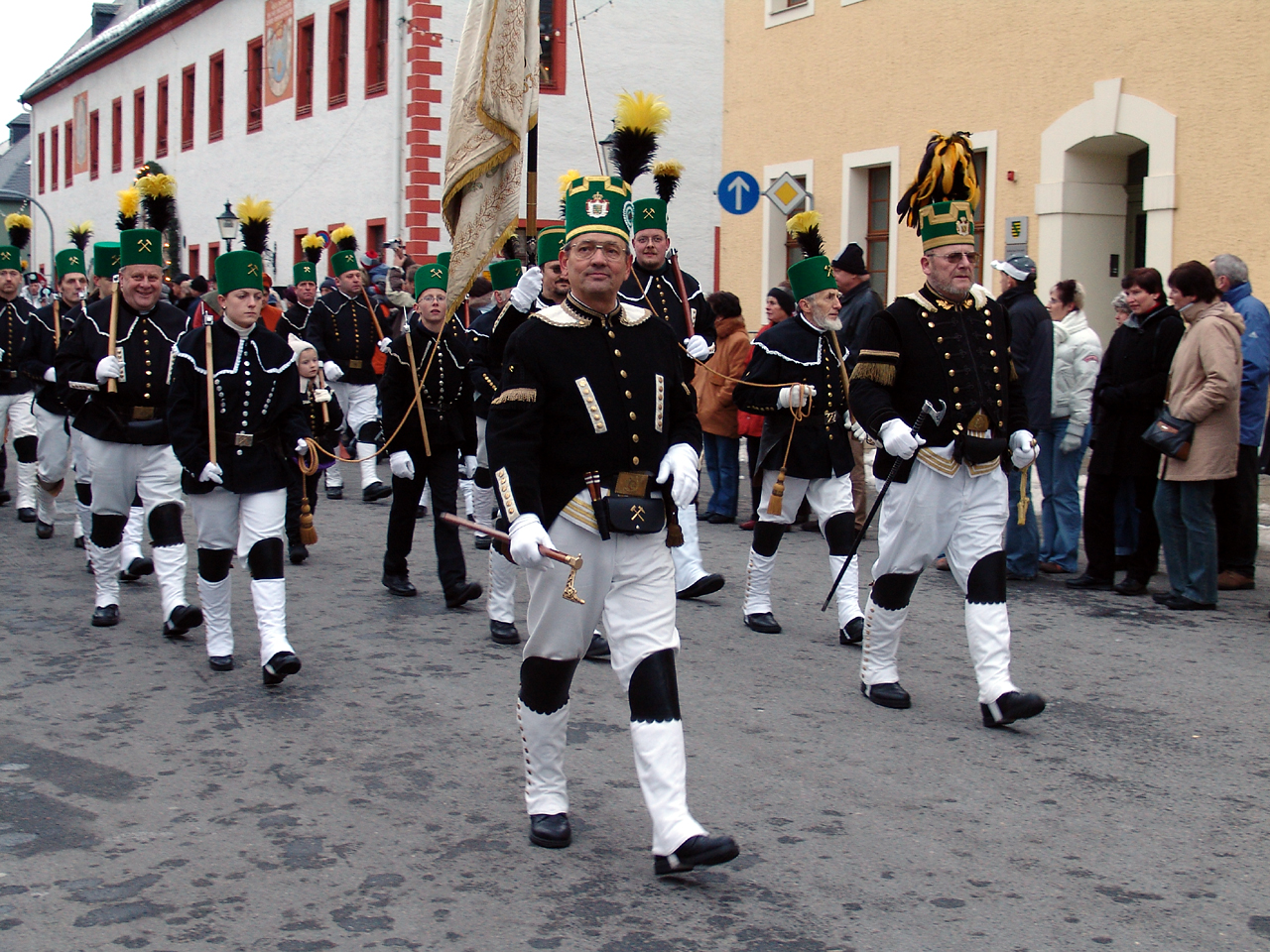
Bergparade in Marienberg im Erzgebirge (2005)

Die Bergparade, an einigen Orten, wo Erze verhüttet wurden und werden, auch als Berg- und Hüttenparade bezeichnet, diente und dient der öffentlichen repräsentativen Darstellung einer Gemeinschaft oder Körperschaft, deren Erwerbsleben mit dem Bergbau und dem Hüttenwesen verbunden ist. Sie findet zu feierlichen Höhepunkten (auch als Protestaufzug, um die Abstellung von Missbräuchen zu erkämpfen) statt. Die Bergparade ist eine Sonderform des Aufzuges, bei der an hochgestellten Persönlichkeiten vorbei marschiert wird oder die für hochgestellte Persönlichkeiten veranstaltet wird.
Die ins Mittelalter zurückreichende Tradition der Bergparaden und Bergaufzüge in Sachsen ist als Immaterielles Kulturerbe in Deutschland anerkannt worden. Die Deutsche UNESCO-Kommission hat Bergparaden und Bergaufzüge in Sachsen im Dezember 2016 in das Bundesweite Verzeichnis des immateriellen Kulturerbes aufgenommen.

## Geschichte

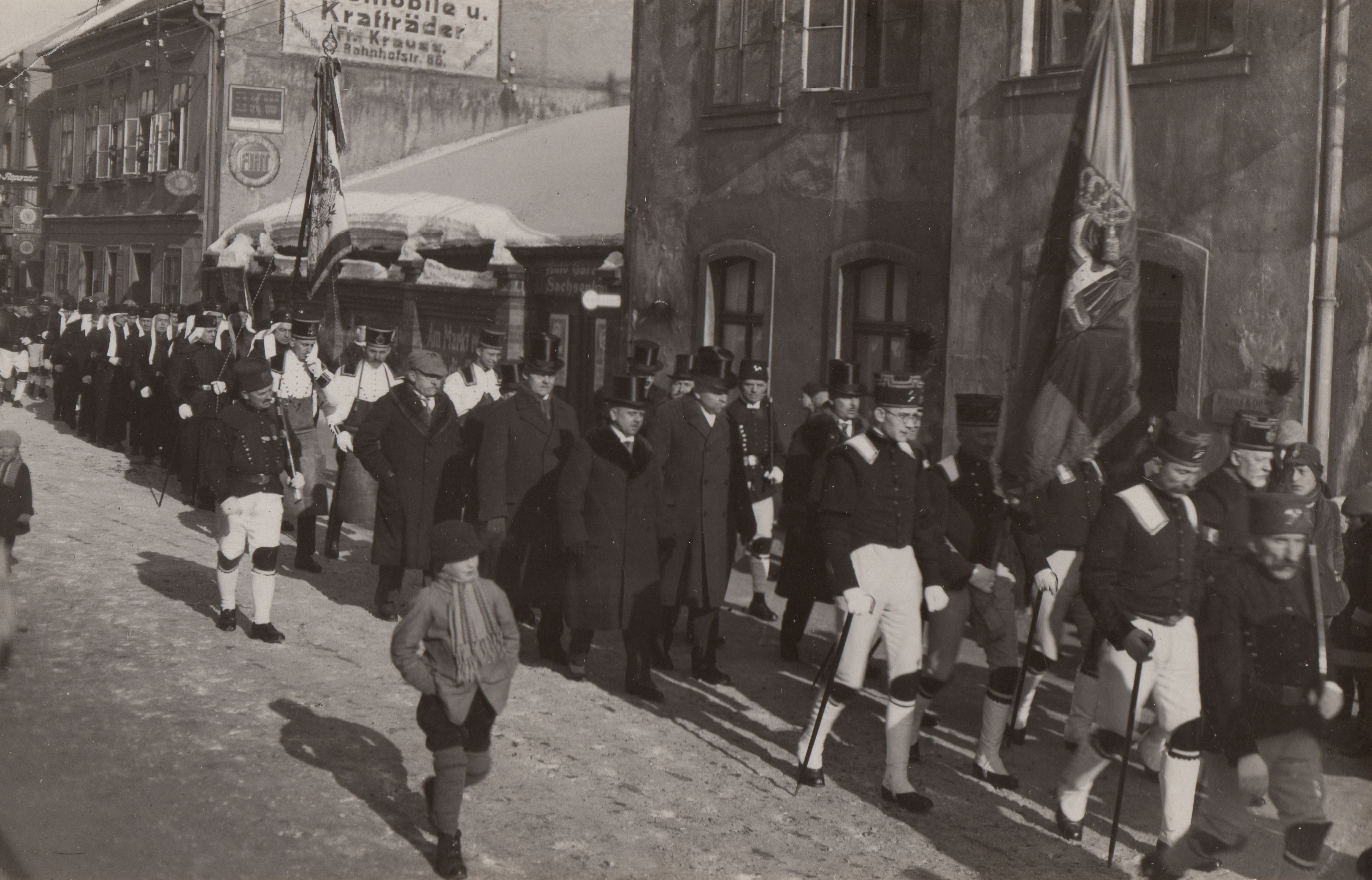
Bergparade am 12. Februar 1929 in Johanngeorgenstadt

Entstanden ist diese Tradition im sächsischen Erzgebirge. Sie wurde und wird im Laufe der Jahrhunderte unterschiedlich durchgeführt. Man löste die Tracht der Berg- und Hüttenleute durch ein Berghabit ab, die oft verändert wurde. Mit der Einführung der Rangklassen, der Revierfarben und anderer Vorschriften nahm die Bekleidung der sächsischen Berg- und Hüttenleute ab 1768 einen uniformartigen Charakter an und wurde ab dieser Zeit als Uniform bezeichnet. Aufbau, Marschfolge und Anlass sowie die Anzahl der Teilnehmer waren und sind unterschiedlich und bewegte sich zwischen 100 und 3000 teilnehmenden Personen, die sich aus Bergbau, Hüttenwesen oder auch beiden rekrutierten.
Die Struktur war gleichfalls niemals einheitlich. Die Anzahl der beteiligten Bergbeamten und Offizianten, Häuer oder Schmelzer (in Freiberg auch Beamte des Oberbergamts und Bergstudenten) hing von der Bedeutung der Paraden ab. Die Größe der Abteilungen schwankte zwischen 16 und 48, wobei fast immer in Reihen zu 4 (seltener zu 3, 6 oder 8) Mann marschiert wurde. Die Anzahl der mitgeführten Fahnen, kunstvoll für diesen Zweck hergerichteten berg- und hüttenmännischen Arbeitsgeräte und der teilnehmenden Beamten zu Pferd war unterschiedlich. Von der Größe der Paraden war abhängig, wie viele Bergkapellen mitwirkten.
Eingang fand die Bergparade auch in die Kunst, wo Gemälde, Schnitzereien und Gussarbeiten mit deren Motiven gestaltet wurden.

## Bergparaden heute

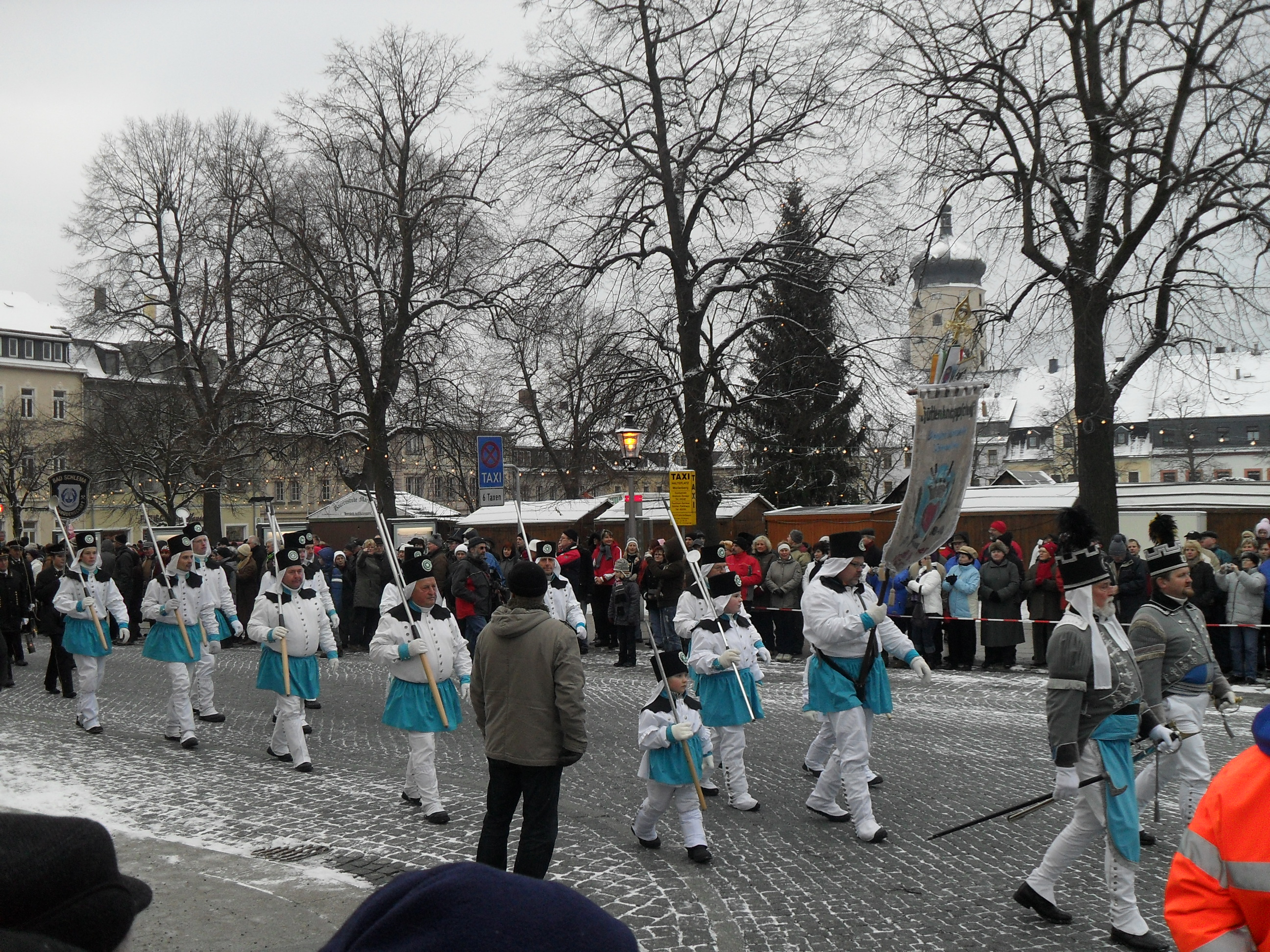
Bergparade in Marienberg, Sachsen

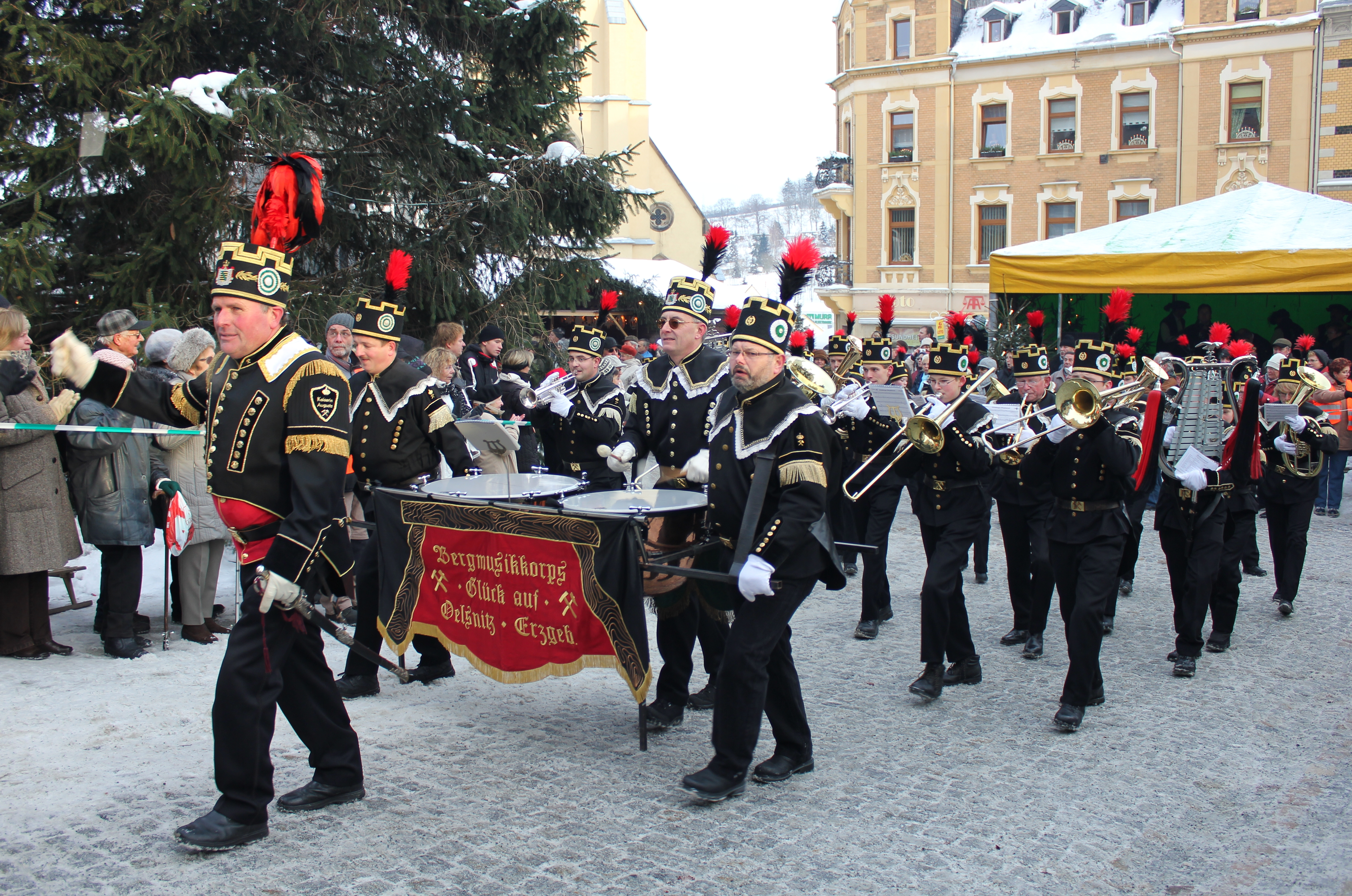
Bergparade in Stollberg, Sachsen

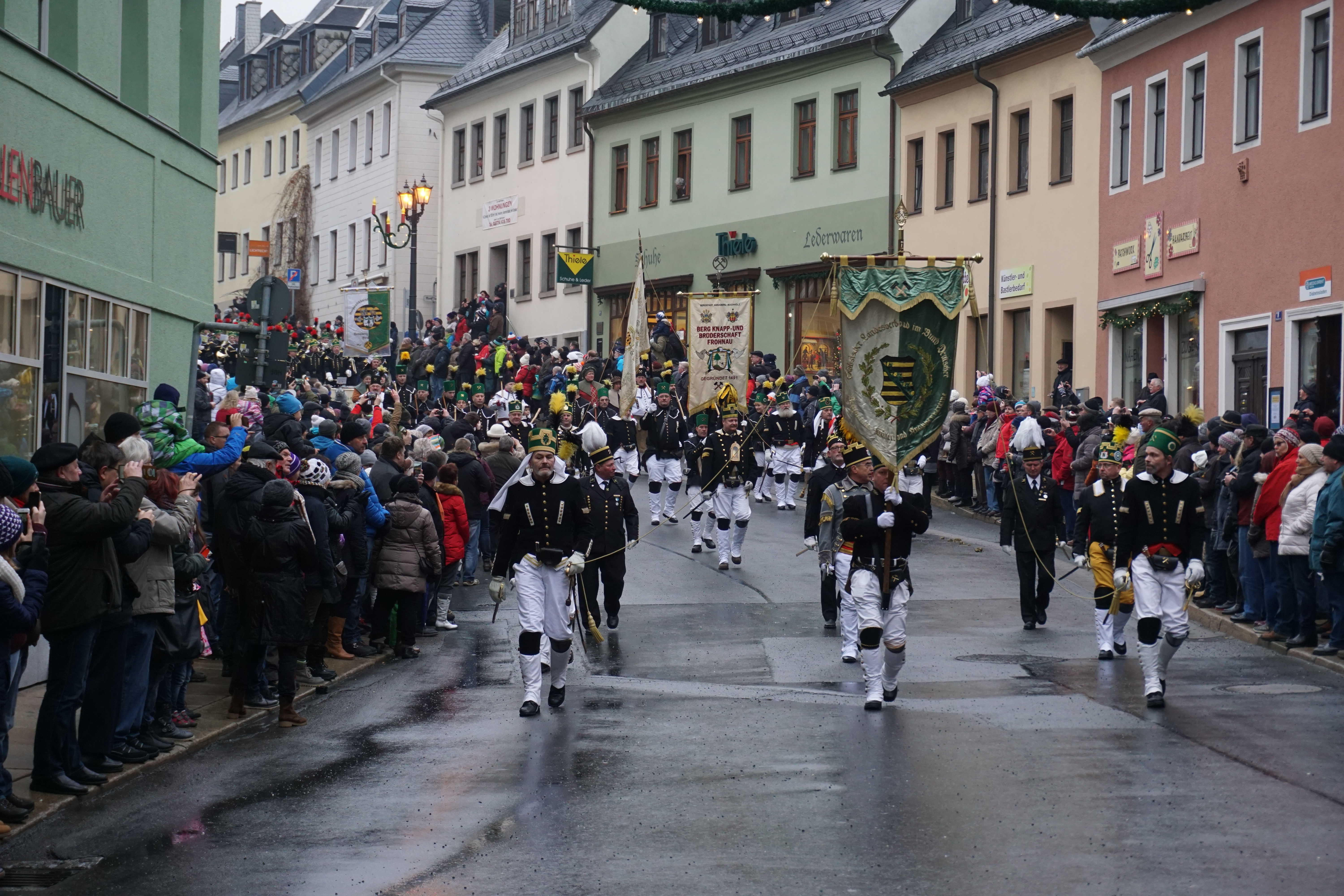
Eröffnung der Bergparade in Annaberg-Buchholz

Heute finden aus verschiedenen Anlässen, wie Weihnachtsmärkten, Volks- und Stadtfesten sowie anderen Jubiläen, Bergparaden in folgenden Städten statt:
- Deutschland
  - Sachsen
    - Schneeberg, am 22. Juli zum Bergstreittag
    - Oelsnitz/Erzgeb., am Samstag vor dem 1. Advent; am 9. September 2018 anlässlich des ersten Bergfestes
    - Seiffen, am Samstag vor dem 1. Advent, mit „lebendigem Spielzeug“
    - Zwönitz, am Samstag vor dem 1. Advent zum Auftakt der Hutzentage
    - Thum, am 1. Advent
    - Aue, am 1. Advent
    - Chemnitz, am Samstag vor dem 1. Advent
    - Freiberg, am Samstag vor dem 2. Advent „Mettenschicht“
    - Brand-Erbisdorf, am 2. Advent
    - Schneeberg, am Samstag vor dem 2. Advent (kleiner Bergaufzug) und am 2. Advent (Bergparade) zum „Lichtelfest“
    - Seiffen, am Samstag vor dem 3. Advent, mit „lebendigem Spielzeug“
    - Stollberg, am Samstag vor dem 3. Advent
    - Zwickau, am Samstag vor dem 3. Advent
    - Schwarzenberg, am Samstag vor dem 3. Advent
    - Lößnitz, am 3. Advent
    - Marienberg, am 3. Advent
    - Olbernhau, am 3. Advent
    - Dresden, am Samstag vor dem 4. Advent zum Lichterfest auf dem Striezelmarkt
    - Geyer, am 4. Advent
    - Annaberg-Buchholz, am 4. Advent, größte Bergparade in Deutschland

  - Nordrhein-Westfalen
    - Bochum, Deutsches Bergbau-Museum, Bochumer Knappentag

  - Niedersachsen
    - Goslar

  - Rheinland-Pfalz
    - Fell (Mosel)
    - Thomm (bei Trier)

  - Sachsen-Anhalt
    - Bad Suderode, am 2. Advent